# Galština
Galština je termín označující keltský jazyk, kterým mluvili obyvatelé Galie. Julius Caesar se ve svém díle Zápisky o válce galské zmiňuje o galštině jako o jednom ze tří jazyků užívaných galskou populací. Kromě galštiny se v Galii hovořilo ještě akvitánštinou, jež byla příbuzná s dnešní baskičtinou, a germánskými jazyky. Galština patřila společně s keltiberštinou, lepontštinou a galatštinou mezi tzv. pevninské keltské jazyky. Lepontština je často považována za dialekt galštiny. Během římské nadvlády byla galština postupně nahrazena vulgární latinou, pročež následně zcela vymizela.

## Nálezy
Je známo, že se galština psala dvěma abecedami, a to řeckou alfabetou (od 3. století př. n. l. do začátku 1. století n. l.) a latinskou abecedou (od konce 1. století př. n. l. do konce 4. století n. l.). Lepontština se psala navíc lepontskou abecedou, která se vyvinula z etruské abecedy.
Olověná deska nalezená u Lezoux obsahuje asi 50 slov, deska nalezená u Chamalières obsahuje více než 50 slov a deska od Larzacu více než 160 slov. Nejvíce nápisů je krátkých a obsahuje kromě jmen také některé řečnické obraty.

## Příklady

### Číslovky
| Galsky             | Česky |
| oinos, 𐌏𐌉𐌍𐌏𐌔       | jeden |
| dau, 𐌃𐌀𐌖           | dva   |
| treis, 𐌕𐌓𐌄𐌉𐌔       | tři   |
| petuares, 𐌐𐌄𐌕𐌖𐌀𐌓𐌄𐌔 | čtyři |
| pempe, 𐌐𐌄𐌌𐌐𐌄       | pět   |
| suexs, 𐌔𐌖𐌄𐌗𐌔       | šest  |
| sextan, 𐌔𐌄𐌗𐌕𐌀𐌍     | sedm  |
| oxtu, 𐌏𐌗𐌕𐌖         | osm   |
| nauan, 𐌍𐌀𐌖𐌀𐌍       | devět |
| decan, 𐌃𐌄𐌂𐌀𐌍       | deset |

## Slovní zásoba
- allos[1] – druhý
- ater[1] – otec
- aus[1] – ucho
- bardos[1] – báseň
- bekos[1] – včela
- briga[1] – kopec
- cambios[1] – výměna
- carros[1] – vůz (povoz)
- epos, eqwos[1] – kůň
- giam[1] – zima (roční období)
- nemeton[1] – svatyně
- oinos[1] – jedna
- dūnom – pevnost, hradiště, hradba (odtud anglické town, německé Zaun)[2]

## Příklad textu
Galsky: Segomaros Ouilloneos tooutious Namausatis eiōrou Bēlēsami sosin nemēton.
Česky: Segomaros, syn Villua, měšťan z Nîmes, daroval Belisamě tuto svatyni.

## Vzorový text
Esi andernados brictom Bano[na]
Flactucias Paulla dona Potiti[us]
aiai duxtir Adiegias poti[tam]
atir Paullias Seuera du[xtir]
Ualentos dona Paulli[i]ius.

## Současná kultura
- Švýcarská hudební skupina Eluveitie zpívá některé své písně v galštině.[3]
- J. R. R. Tolkien prý uměl mezi jinými mrtvými jazyky i galštinu.